# 早辰。早晨
《早辰。早晨》（英語：This Morning）是香港電台電視部製作的晨早時事資訊節目，提供天氣、交通、財經消息，亦包括報章摘要、社評、重點新聞及時事熱話等，是香港第一個提供即時手語翻譯的直播時事資訊節目，於2016年4月4日起，逢星期一至五早上7點半於港台電視31、31A播出。在2020年12月1日起，香港正式終止模擬電視廣播，港台電視31A停播，因此這節目從這天起在港台電視31播出。香港其他電視台同類晨早時事節目節目有無綫電視的《香港早晨》、有線電視的《Cable早晨》及now寬頻電視的《now早晨》，而手語新聞時事節目則有同台的《時事摘錄》及無綫電視的《手語新聞報道》及有線電視的《手語新聞報道》。

## 歷史
因亞洲電視不獲行政長官會同行政會議續牌，香港特別行政區政府將亞視的模擬頻譜轉交予港台。商務及經濟發展局局長蘇錦樑有意將港台電視模擬化，取代亞視本港台的模擬頻道，並增設電視新聞的可行性。廣播處長梁家榮隨後表示，港台能在現有資源下，提供晨早資訊節目。當亞視牌照於2016年4月2日到期，港台隨即接手其模擬頻譜，31台並會延長播放時間到19小時，由早上6時30分廣播至凌晨1時30分，早上則會提供新聞資訊節目《早辰。早晨》。
- 2016年4月4日，節目正式啟播。
- 2017年3月9日起，節目主持由兩人改為一人。
- 2017年9月11日起，節目以全新面貌登場，採用新片頭設計，並改用虛擬場景中進行直播。
- 2021年10月22日，節目被通知因調動問題，當日播出最後一集後正式停播。[2]

## 內容
每集節目有兩名主持（2017年3月9日起改為一位主持），報道每日新聞重點、網上熱話、報章及社評摘要，亦有《講式早餐》（星期一）、《羅啟.新棟篤笑》（星期三）和戶外直播等環節。除此之外，節目亦提供即時手語翻譯。

## 節目名稱
節目名稱《早辰。早晨》的「辰」意指時辰，代表節目於辰時（早上7-9時）期間播出。

## 主持

### 男主持
- 蘇敬恆
- 羅啟新
- 彭德章
- 麥嘉緯

### 女主持
- 陳月慧
- 黃雅宇（兼監製）
- 黃雅文
- 吳詠珊
- 張潔茵
- 崔港英
- 袁梓珮
- 利君雅
- 陳淑怡
- 陳健佳
- 黃清兒
- 唐若韞
- 周靜琳
- 李朗怡
- 羅燕雲

### 嘉賓主持
- 李鴻彥
- 區家麟

## 手語翻譯

### 手語翻譯員（部份）
- 馬芬燕
- 黎敏聰
- 程冬瑤
- 黎穎思
- 梁毓霖

## 停播爭議
聾人組織「龍耳」創辦人邵日贊對本節目停播感失望，認為對聾人接收資訊的影響很大。他指出，由於聾人教育普遍以手語及口語為主，對文字的理解未必足夠，因此接收資訊很依賴手語，但提供手語傳譯的節目已不多，如今若再減少聾人接收資訊的渠道，將對聾人極不公平，「我們聽力正常人士接收資訊，可以選擇報紙、收音機、電視，那聾人有什麼選擇呢？如果我們可以接收很多資訊，少一個沒有所謂，但聾人是很少的。他們也是公民，有什麼理由接收社會資訊是那麼少？」

## 每集主題

### 2016年
| 集數 | 播映日期 | 主題 |
| 01   | 4月4日   | 現場報道：電視新形勢；《十年》奪得「最佳電影」；兒童節；<講式早餐>：皓嵐(劉小華)                                       |
| 02   | 4月5日   | 離岸公司；電影創意產業                                                                                                 |
| 03   | 4月6日   | 十年獲頒最佳電影；DSE中文科；<羅啟。新棟篤笑>雪花/拜山/STEVE JOBS                                                      |
| 04   | 4月7日   | 巴拿馬文件；電影界對《十年》得獎看法                                                                                   |
| 05   | 4月8日   | 現場報道：嘉咸街街市；梁振英女兒行李事件；微笑指數                                                                     |
| 06   | 4月11日  | 現場報道：大廈維修工程；「特事特辨」事件；財爺發表網誌                                                                 |
| 07   | 4月12日  | DSE通識題目；香港眾志                                                                                                  |
| 08   | 4月13日  | 梁頌昕行李事件；陳章明；<羅啟。新棟篤笑>Facebook / 煥然一居                                                            |
| 09   | 4月14日  | 港獨與民族；回族 |
| 10   | 4月15日  | 現場報道：港鐵觀塘延線對居民影響；皇都戲院；浦志強被吊銷律師牌照                                                       |
| 11   | 4月18日  | 現場報道：皇都戲院；空總機場靜坐；<講式早餐>：《十年》監製伍嘉良                                                       |
| 12   | 4月19日  | 青少年選民；旅遊業「寒冬」                                                                                             |
| 13   | 4月20日  | 梁振英出庭；巴拿馬文件；<羅啟。新棟篤笑>ladies night/ 廸士尼/港鐵                                                      |
| 14   | 4月21日  | 明報解僱姜國元事件；一帶一路                                                                                           |
| 15   | 4月22日  | 明報事件；國際地球日；<潮傾天下> NEET 廢青                                                                             |
| 16   | 4月25日  | <講式早餐>：FOOD TRUCK；明報事件後續；陳智遠「香港虛偽七事」                                                           |
| 17   | 4月26日  | 現場報道：城巴司機洗手間事件；梁頌昕行李報告                                                                           |
| 18   | 4月27日  | 行李門跟進；陳章明電郵；<羅啟。新棟篤笑>漏報/漏水/港鐵小恩小惠                                                         |
| 19   | 4月28日  | 現場報道：馬屎埔；一人一信；自閉症男孩                                                                                 |
| 20   | 4月29日  | 馬屎埔衝突；黎明；<潮傾天下> 瑞典熱線                                                                                  |
| 21   | 5月2日   | <講式早餐>：王晶；恐龍港女                                                                                             |
| 22   | 5月3日   | 查冊聲明；五一黃金周                                                                                                   |
| 23   | 5月4日   | 現場報道：火柴盒學校；飛天豬；五四運動97周年；新棟篤笑                                                                 |
| 24   | 5月5日   | 現場報道：社區重點項目；魏則西事件；「飛天朱」記者會                                                                   |
| 25   | 5月6日   | 曾偉雄；奧巴馬飲「鉛水」；<潮傾天下>：專業女友                                                                         |
| 26   | 5月9日   | 群育學校；侍產假；<講式早餐> Alvina Chan                                                                               |
| 27   | 5月10日  | 退休點算？香港冇窮人？；市建局                                                                                         |
| 28   | 5月11日  | 張德江晚宴嚴查身分；中六合彩還上班嗎？；<羅啟。新棟篤笑>母親節的壓力                                                   |
| 29   | 5月12日  | 英女皇心底話；曾鈺成「限時表決」；港府四川災後重建與澳門崔世安                                                         |
| 30   | 5月13日  | 現場報道：鉛水報告；淘寶加入國際反假聯盟；牛津字典新詞；<潮傾天下>地獄朝鮮                                             |
| 31   | 5月16日  | 文革爆發50周年與香港毛澤東思想學會；<講式早餐>王維基                                                                   |
| 32   | 5月17日  | 領展壟斷？；移民台灣                                                                                                   |
| 33   | 5月18日  | 現場報道：張德江訪港保安安排、對抗「非典」功績、示威衝突；<羅啟。新棟篤笑>紅雨、補習社                                 |
| 34   | 5月19日  | 張德江論一國兩制、港獨、法治；示威與航拍                                                                               |
| 35   | 5月20日  | 蔡英文就職；張德江不滿曾俊華匯報傳聞；<潮傾天下>天然獨 Vs 當然統                                                       |
| 36   | 5月23日  | 藝術發展局叫停ICC「2047倒數機」展覽；印尼政府停止輸出傭工；<講式早餐>印尼駐港總領事 CHALIEF AKBAR                      |
| 37   | 5月24日  | 藝術政治化？；建築物綠化的準則                                                                                         |
| 38   | 5月25日  | 桂敏海女兒出席美國國會聽證會；忌廉哥拜拜；<羅啟。新棟篤笑>城大/一帶封路/果汁味電子煙                                   |
| 39   | 5月26日  | 香港之最；全球暖化；忌廉哥bye bye與網絡人氣                                                                            |
| 40   | 5月27日  | 畢業生就業難與傳媒寒冬；颱風與「拉尼娜」現象；<潮傾天下>Birther                                                        |
| 41   | 5月30日  | 六四+中區警署倒塌；歷史建築評級；陳茂波網誌、海濱設日光浴區、戲水設施；<講式早餐>鏞記酒家甘蕎因                        |
| 42   | 5月31日  | 機管局徵收機場建設費影響；皇都戲院為何被建議評為三級歷史建築                                                           |
| 43   | 6月1日   | 歷史建築評級系列之三；食水含鉛超標調查報告；「比卡超」迷「十萬伏特大遊行」；<羅啟。新棟篤笑>天台倒塌 / 子女花費 / 炸雞 |
| 44   | 6月2日   | 「六四事件」廿七周年；「七警案」開審；鍾樹根                                                                           |
| 45   | 6月3日   | 譚耀宗「特事特辦」做手術；王毅記者會與六四；<潮傾天下>Gutmensch                                                        |
| 46   | 6月6日   | 何韻詩再被封殺？；天水圍「嘉湖山丘」與公立醫院又涉嫌出現「打尖」事件；<講式早餐>女教練陳婉婷 (牛丸)                    |
| 47   | 6月7日   | Lancome與何韻詩事件延續；新款垃圾筒                                                                                    |
| 48   | 6月8日   | 中策組民調；民建聯選情暗湧；<羅啟。新棟篤笑>鉛水、肉毒桿菌針                                                           |
| 49   | 6月9日   | 網民呼籲罷買Lancome事件；器官捐贈                                                                                      |
| 50   | 6月10日  | 本土小店；梁振英放假；<潮傾天下>Feel the Bern                                                                          |
| 51   | 6月13日  | 港家長供子女讀大學使費全球第二高；港人生活滿意度；<講式早餐>「勁揪體」設計師Kit Man                                    |
| 52   | 6月14日  | 寮屋政策；美國奧蘭多槍擊案與同志議題                                                                                   |
| 53   | 6月15日  | 小巴加座位；銘賢事件；<羅啟。新棟篤笑>Lancome, 垃圾箱, 聖火                                                            |
| 54   | 6月16日  | 上海廸士尼樂園；國泰機師泄露中國封鎖航機 Wi-Fi？                                                                       |
| 55   | 6月17日  | 林榮基公開被內地拘留事件始末；<潮傾天下>Truthiness                                                                     |
| 56   | 6月20日  | 【解構功能】系列之一：大專院校；林榮基事件發展；<講式早餐>商務及經濟發展局局長蘇錦樑                                   |
| 57   | 6月21日  | 英國脫歐公投；烏坎事件與中國農村土地問題                                                                               |
| 58   | 6月22日  | 迷你倉四級火；【解構功能】系列之二：半官方機構；<羅啟。新棟篤笑>上海迪士尼，鬼節，優質的士                             |
| 59   | 6月23日  | 迷你倉四級火；烏坎事件之「電視認罪」；英國脫歐公投                                                                     |
| 60   | 6月24日  | 迷你倉四級火再有消防員殉職；【解構功能】系列之三：角色衝突；<潮傾天下>婉君表妹，你在何方呀？                           |
| 61   | 6月27日  | 迷你倉火災後續；【解構功能】系列之四：工商專業團體；<講式早餐>鍾樹根                                                   |
| 62   | 6月28日  | 英國脫歐之後；迷你倉                                                                                                   |
| 63   | 6月29日  | 青葵公路車禍；【解構功能】系列之五：投票機制；<羅啟。新棟篤笑>脫歐,公屋加租,港鐵加價                                   |
| 64   | 6月30日  | 七一+許家屯；醫委會改革                                                                                                |
| 65   | 7月1日   | 七一慶回歸VS大遊行 |
| 66   | 7月4日   | 記協年報；【解構功能】系列之六：選舉委員會；<講式早餐>一帶一路青年人                                                   |
| 67   | 7月5日   | 執政聯盟；選舉活動指引                                                                                                 |
| 68   | 7月6日   | 公安稱將對林榮基採刑事強制措施；【解構直選系列】：年輕選民；<羅啟‧新棟篤笑>暑假                                        |
| 69   | 7月7日   | 書店七問；709大抓捕一周年                                                                                              |
| 70   | 7月8日   | 張炳良與新加坡地鐵列車裂紋事件；【解構直選系列】: 泛民碎片化                                                           |
| 71   | 7月11日  | 特首及官員執垃圾；廉署李寶蘭離職事件；<講式早餐>立法會主席曾鈺成                                                       |
| 72   | 7月12日  | 器官捐贈；California Fitness 停業                                                                                      |
| 73   | 7月13日  | 中學文憑試放榜；南海問題裁決；【解構直選系列】之建制選情；<羅啟。新棟篤笑>Fitness Centre停業,行山徑軟墊,垃圾           |
| 74   | 7月14日  | 自古以來南海爭議；廉署風暴                                                                                             |
| 75   | 7月15日  | 立法會拜拜；街坊文具店；<現場報道>土瓜灣小店與塗鴉藝術                                                                 |
| 76   | 7月18日  | 袁國勇論香港現況與眼科醫學院播國歌爭議；台灣藝人戴立忍因政治立場被內地「禁演」事件；<講式早餐>尖東忌廉哥               |
| 77   | 7月19日  | 工廈取締；數麻雀 |
| 78   | 7月20日  | 書展開幕；夏千福拍片道別；<羅啟。新棟篤笑>立法會,ICAC                                                                  |
| 79   | 7月21日  | 溫州動車事故五周年；立法會選舉參選人確認書                                                                             |
| 80   | 7月22日  | 香港大學學生會前會長馮敬恩被捕；違例泊車特事特辦，<潮傾天下>Chinese Helicopter                                         |
| 81   | 7月25日  | 中大調查；河北水災；<講式早餐>辣媽CEO張慧敏                                                                            |
| 82   | 7月26日  | 港獨；POKEMON GO |
| 83   | 7月27日  | 內地傳媒；POKEMON GO；<羅啟。新棟篤笑>書展、確認書                                                                     |
| 84   | 7月28日  | 確認書；炎黃春秋；美食車                                                                                               |
| 85   | 7月29日  | 檔案法；中環釣魚 ；<潮傾天下>吃飯直播                                                                                  |
| 86   | 8月1日   | 立會/特首選舉；港鐵四方城；<講式早餐>導演張堅庭                                                                        |
| 87   | 8月2日   | 颱風妮妲；李氏力場；練乙錚                                                                                             |
| 88   | 8月3日   | 梁天琦；中國走出去；東隧專營權；<羅啟。新棟篤笑>捉精靈                                                                 |
| 89   | 8月4日   | 梁天琦；選情速遞；怕羞草                                                                                               |
| 90   | 8月5日   | 里約奧運；選情速遞；香港跳繩代表隊                                                                                     |
| 91   | 8月8日   | 里約奧運；港鐵扶手；<講式早餐>刀片跑手                                                                                 |
| 92   | 8月9日   | DBC 交還牌照；奧運中澳爭議                                                                                             |
| 93   | 8月10日  | 日皇明仁；里約奧運；孫楊；傅園慧；呂斌；<羅啟。新棟篤笑>                                                               |
| 94   | 8月11日  | 哮喘豬；選情速遞；美食博覽                                                                                             |
| 95   | 8月12日  | 中澳；選情速遞；環球設計大獎；<潮傾天下>脫歐                                                                           |
| 96   | 8月15日  | 梁偉文案；香港校董學會聲明；<講式早餐>視障曲奇                                                                         |
| 97   | 8月16日  | 習李經濟；標準工時 |
| 98   | 8月17日  | 港獨不能進校園？；深港通開通；<羅啟。新棟篤笑>奧運                                                                     |
| 99   | 8月18日  | 港獨；環保倉警方高調拉人、低調撤控？；選情速遞—九龍西                                                                  |
| 100  | 8月19日  | 藝團被取消選民資格；吳若蘭打親民牌；選情速遞—香港島                                                                    |
| 101  | 8月22日  | 奧運閉幕；低收入在職家庭津貼；<講式早餐>素食媽媽                                                                       |
| 102  | 8月23日  | 扶貧政策；奧運轉播 |
| 103  | 8月24日  | 國家隊訪港；港獨入校；<羅啟。新棟篤笑>國家隊,港人長命                                                                  |
| 104  | 8月25日  | 「港獨」入校園；選舉速遞：新界東                                                                                       |
| 105  | 8月26日  | 周永勤棄選事件；台灣講者被拒來港；選情速遞—新界西                                                                      |
| 106  | 8月29日  | 國家隊訪港；重光紀念日；<講式早餐>練乙錚                                                                               |
| 107  | 8月30日  | 體育經濟；選舉速遞：政團內訌                                                                                           |
| 108  | 8月31日  | 公務員拉票；選情速遞：(功能組別)泛民挑機；<羅啟。新棟篤笑>港人港地,開學                                                |
| 109  | 9月1日   | 成報；G20 杭州；選舉民調                                                                                               |
| 110  | 9月2日   | 港獨入校園；選情速遞：功能拉票                                                                                         |
| 111  | 9月5日   | (2016立法會選舉特輯)                                                                                                   |
| 112  | 9月6日   | 選舉總結；素人當選；選後疑問                                                                                           |
| 113  | 9月7日   | 票數與議席；雷動苦主；《中國國情系列》倪玉蘭                                                                           |
| 114  | 9月8日   | 選舉7問；習近平 |
| 115  | 9月9日   | 朱凱迪；雷動計劃；<潮傾天下>文春                                                                                       |
| 116  | 9月12日  | 朱凱迪；棕地；<講式早餐>馬榮成                                                                                         |
| 117  | 9月13日  | 棕地；劏盤 |
| 118  | 9月14日  | 烏坎村衝突；【中國國情系列】拾荒致富路                                                                                 |
| 119  | 9月15日  | 橫洲事件延續；中聯辦干預選舉？                                                                                         |
| 120  | 9月16日  | 記者到烏坎採訪被扣留；中秋節；<潮傾天下>出租大叔                                                                       |
| 121  | 9月19日  | 橫洲爭議；取消學校課外閱讀津貼；<講式早餐>譚玉瑛                                                                       |
| 122  | 9月20日  | 梁振英與曾俊華就橫洲發展的講法；鳳凰衛視申請免費電視牌照                                                               |
| 123  | 9月21日  | 橫洲風暴；【中國國情系列】之同志治療                                                                                   |
| 124  | 9月22日  | 橫洲記者會；記招花邊；前「雙學」領袖法庭裁決                                                                           |
| 125  | 9月23日  | 陳茂波涉離岸公司利益+王振民講中聯辦介入；維權律師夏霖被判刑；<潮傾天下>甲乙關係                                        |
| 126  | 9月26日  | 立法會主席、運動項目「盛事化」、＜講式早餐＞印裔港人Jeffrey Andrews                                                    |
| 127  | 9月27日  | 政府收地賠償金額、美國總統大選電視辯論                                                                                 |
| 128  | 9月28日  | 佔領行動兩周年、<羅啟。新棟篤笑>一哥、「摸底」課程                                                                     |
| 129  | 9月29日  | 香港競爭力、警方「洗腦歌」、<潮傾天下>YUGE                                                                             |
| 130  | 9月30日  | 宗教界選委、特首梁振英向報社發律師信                                                                                   |
| 131  | 10月3日  | 開槍案惹種族討論、議員學歷、＜講式早餐＞另類原居民鄧達智                                                               |
| 132  | 10月4日  | 選戰、香港「小清新」歌手內地發展                                                                                       |
| 133  | 10月5日  | 年輕男女私密和樓價之聯繫、英國「硬脫歐」                                                                               |
| 134  | 10月6日  | 橫洲記者會；記招花邊；前「雙學」領袖法庭裁決黃之鋒被拒入境泰國、中泰關係                                               |
| 135  | 10月7日  | 美國國會及行政當局中國委員會年報、香港電動方程式賽車賽事                                                               |
| 136  | 10月10日 | 電動方程式賽車錦標賽；何秀蘭評論游蕙禎一把長髮不環保、＜講式早餐＞王國興、黃定光                                       |
| 137  | 10月11日 | 取消強積金對沖、工作生活平衡                                                                                           |
| 138  | 10月12日 | 立法會「開鑼」議員宣誓、深水埗「棚仔」布市場                                                                           |
| 139  | 10月13日 | 立法會議員宣誓風波 |
| 140  | 10月14日 | 立法會委員會之爭、關愛座測試                                                                                           |
| 141  | 10月17日 | 熊貓佳佳離世、＜講式早餐＞楊岳橋、梁家傑                                                                               |
| 142  | 10月18日 | 貧窮人口、香港＜無聲吶喊＞                                                                                             |
| 143  | 10月19日 | 「立法與行政」之戰、橫州報告                                                                                           |
| 144  | 10月20日 | 「黑雨」立法會、私營殘疾院舍問題                                                                                       |
| 145  | 10月21日 | 「康橋事件」、潮看天下＜金英蘭案＞                                                                                     |
| 146  | 10月24日 | 港鐵觀塘延線、＜講式早餐＞游蕙禎、羅冠聰                                                                               |
| 147  | 10月25日 | <港人幸福嗎？>、＜污水VS清水＞                                                                                         |
| 148  | 10月26日 | 立法會宣誓政治風波 |
| 149  | 10月27日 | 宣誓風波不斷、特首選戰                                                                                                 |
| 150  | 10月28日 | 胡國興參選、《香港2030+》                                                                                              |
| 151  | 10月31日 | 特首跑馬仔；美國另類民調；＜講式早餐＞葉劉淑儀、容海恩                                                                 |
| 152  | 11月1日  | 南韓總統朴槿惠「親信干政」風波；「七上八下」與特首選舉                                                                 |
| 153  | 11月2日  | 「立法與行政」之戰、橫州報告                                                                                           |
| 154  | 11月3日  | 立法會宣誓風波、區議會賄選案                                                                                           |
| 155  | 11月4日  | 高院審訊立法會宣誓案；心靈水池；<羅啟。新棟篤笑>特首跑馬仔、外傭抹窗                                                   |
| 156  | 11月7日  | 人大釋法及中聯辦外示威衝突；美國總統選舉現場報道、兩黨選舉策略                                                         |
| 157  | 11月8日  | 宣誓變釋法；美國總統選舉拉票進展(美國現場報道)                                                                         |
| 158  | 11月9日  | 美國選情現場直播；中港法治                                                                                             |
| 159  | 11月10日 | 美國大選結果現場報道、未來展望、黑天鵝效應                                                                             |
| 160  | 11月11日 | 美國大選數據；光棍節；<羅啟。新棟篤笑>                                                                                 |
| 161  | 11月14日 | 政治人物國籍、縣長做騷、講式早餐<90後城市插畫師飛天豬>                                                                 |
| 162  | 11月15日 | 香港青少年軍總會、勞工顧問委員會                                                                                       |
| 163  | 11月16日 | 選舉委員會、議員宣誓案                                                                                                 |
| 164  | 11月17日 | 立會選舉開支、「漂書還是丟書？」、<羅啟。新棟篤笑>特朗普                                                               |
| 165  | 11月18日 | 外國勢力人大、「DQ」風波、潮傾天下：第三波系男子                                                                       |
| 166  | 11月21日 | 「美人樹」現象、家長的期望、＜講式早餐＞獨立股評人胡孟青                                                               |
| 167  | 11月22日 | 「習梁會」、墟市重現？                                                                                                 |
| 168  | 11月23日 | 兩電加價、兩岸文壇 |
| 169  | 11月24日 | 「食蟲蟲」、立法會「報警」事件、<羅啟。新棟篤笑>                                                                       |
| 170  | 11月25日 | 償還立會開支、韓國傳媒抗議、潮傾天下：追女仔                                                                           |
| 171  | 11月28日 | 那一年，特首跑馬仔；<講式早餐>袁國勇                                                                                   |
| 172  | 11月29日 | 特首前哨戰；中梵關係                                                                                                   |
| 173  | 11月30日 | 早餐實驗；香港道歉法                                                                                                   |
| 174  | 12月1日  | 幫港之聲見張德江；天文台；<羅啟。新棟篤笑>食蟲、教資會、DQ                                                             |
| 175  | 12月2日  | 馬道立；大陸冬菇；<潮傾天下>藍瘦香菇                                                                                   |
| 176  | 12月5日  | 特首跑馬仔；<講式早餐>小風之后麥卓穎                                                                                   |
| 177  | 12月6日  | 曾俊華；抹手紙 |
| 178  | 12月7日  | 地鐵飽和；公屋富戶 |
| 179  | 12月8日  | 海洋公園；TSA；<羅啟。新棟篤笑>新樓劏房、餵母乳                                                                        |
| 180  | 12月9日  | 皇都戲院；美國新政治；<潮傾天下>Post-Truth Politics                                                                    |
| 181  | 12月12日 | 2016選舉委員會界別分組選舉直播                                                                                         |
| 182  | 12月13日 | 財政司曾俊華辭職、選委會政治陣營                                                                                       |
| 183  | 12月14日 | 特首人選黑馬、問責高官加薪                                                                                             |
| 184  | 12月15日 | 特首選情、內地新聞網站、<羅啟。新棟篤笑>                                                                               |
| 185  | 12月16日 | 「葉劉」選特首、「好行度」報告                                                                                         |
| 186  | 12月19日 | 特首選情、＜講式早餐＞ 2015國家地理攝影大賽青年組冠軍袁斯樂                                                            |
| 187  | 12月20日 | 內地霧霾、「第三次世界大戰？」                                                                                         |
| 188  | 12月21日 | 全民退休保障 |
| 189  | 12月22日 | 梁振英述職；美食車明年開始營業                                                                                         |
| 190  | 12月23日 | 特首述職之行；內地「十面霾伏」；單身聖誕節                                                                             |
| 191  | 12月26日 | 和暖聖誕；<講式早餐：石永泰>                                                                                           |
| 192  | 12月27日 | 特首跑馬仔 |
| 193  | 12月28日 | 故宮南下的爭議；「巴基之星」精神                                                                                       |
| 194  | 12月29日 | 張藝謀電影已死？；大帽山現垃圾帳篷                                                                                     |
| 195  | 12月30日 | 「2016再見、信興再見」、年度色彩與字、＜潮傾天下＞新垣結衣日本戀舞                                                     |

### 2017年
| 集數 | 播映日期 | 主題 |
| 196  | 1月2日   | 香港新一年；＜講式早餐：蕭若元＞                                                                                 |
| 197  | 1月3日   | 南港島綫；天文奇觀                                                                                               |
| 198  | 1月4日   | 政府Apps；人民日報                                                                                               |
| 199  | 1月5日   | 天文台；炸雞；＜羅啟。新棟篤笑＞倒數、漢字選舉、偷鮑港女                                                         |
| 200  | 1月6日   | 西九故宮；王子妃；＜潮傾天下＞唔係字                                                                             |
| 201  | 1月9日   | ＜那一年，跑馬仔＞泛民選特首？＜講式早餐：Ben Sir 歐陽偉豪＞                                                     |
| 202  | 1月10日  | 西九故宮「諮詢門」、演藝人的政治立場                                                                             |
| 203  | 1月11日  | 馬會在西九故宮的角色、「港版奧巴馬醫改」                                                                         |
| 204  | 1月12日  | 奧巴馬演說、特首選戰與風波                                                                                       |
| 205  | 1月13日  | 政務司司長林鄭月娥辭職、特朗普批評CNN、＜潮傾天下：男神的逗號＞                                                  |
| 206  | 1月16日  | 「709大抓捕」律師李春富獲釋；[講式早餐-築青亭]                                                                   |
| 207  | 1月17日  | 林鄭月娥參選；柳宇祐；＜潮傾天下＞黑天鵝                                                                         |
| 208  | 1月18日  | 施政報告，兌現承諾？                                                                                             |
| 209  | 1月19日  | 施政報告，有否「走數」？                                                                                         |
| 210  | 1月20日  | 曾俊華宣布參選；特朗普就職典禮；＜羅啟。新棟篤笑＞：這個冬天不太冷                                               |
| 211  | 1月23日  | 《春節自救指南》；《講式早餐 - 歐鎧淳、江忞懿》                                                                  |
| 212  | 1月24日  | TSA回歸 ？；網絡長城                                                                                             |
| 213  | 1月25日  | 西九文化區管理局無王管？；特首選舉參選人之網絡攻勢                                                               |
| 214  | 1月26日  | 李國章金句再現；年宵抄襲？                                                                                       |
| 215  | 1月27日  | 天價候任特首辦；中大開枱打麻雀？；＜潮傾天下：上帝要你滅亡，必先使你瘋狂＞                                       |
| 216  | 1月30日  | 雞年。新春特輯                                                                                                   |
| 217  | 1月31日  | 「新正頭」跑馬仔、＜講式早餐：天文台前台長林超英＞                                                               |
| 218  | 2月1日   | 「肖建華事件」、灣仔運動場不再？                                                                                 |
| 219  | 2月2日   | 自由之都、新界僭建問題                                                                                           |
| 220  | 2月3日   | 港大校長辭職、新年辦公室、＜羅啟。新棟篤笑：新年新希望＞、<潮傾天下：韓國／韓劇的燭光＞                          |
| 221  | 2月6日   | 特首選戰；過年垃圾；＜講式早餐＞結束一桶專棄Celia Fung&Celia Lau                                                 |
| 222  | 2月7日   | 曾俊華政綱；魯芬                                                                                                 |
| 223  | 2月8日   | 負入息稅 |
| 224  | 2月9日   | 長毛參選；新空管系統                                                                                             |
| 225  | 2月10日  | 特首梁振英與親中組織；劉霞；＜潮傾天下＞另類事實                                                                 |
| 226  | 2月13日  | 特首選戰；婚姻；＜講式早餐＞長者婚姻                                                                             |
| 227  | 2月14日  | 特首提名開始；情人節                                                                                             |
| 228  | 2月15日  | 行政長官參選人教育政綱                                                                                           |
| 229  | 2月16日  | 大學學額；特首選情更新；＜羅啟。新棟篤笑＞馬拉松                                                                 |
| 230  | 2月17日  | 七警；特首選情更新；＜潮傾天下＞Lesser Evil                                                                      |
| 231  | 2月20日  | ＜紅樓拆卸＞、＜講式早餐：時裝設計師黃琪＞                                                                       |
| 232  | 2月21日  | 前特首判刑、「你想VS理想」特首政綱                                                                               |
| 233  | 2月22日  | 「好景不再？」、特首選情更新、＜羅啟。新棟篤笑＞食花生                                                           |
| 234  | 2月23日  | 「車主心聲」、「七警案」餘波                                                                                     |
| 235  | 2月24日  | 公共年金、＜潮傾天下＞奧斯卡金像獎                                                                               |
| 236  | 2月27日  | 特首選情更新、＜講式早餐＞：金馬獎最佳新導演黃進                                                                 |
| 237  | 2月28日  | ＜特首著靚衫？＞、特首選情更新                                                                                   |
| 238  | 3月1日   | 特首選情更新、＜潮傾天下：欽點＞                                                                                 |
| 239  | 3月2日   | 特首選情更新、＜羅啟。新棟篤笑＞聰明藥                                                                           |
| 240  | 3月3日   | 北京兩會現場報道、特首選情更新                                                                                   |
| 241  | 3月6日   | 北京兩會現場直播；特首選舉                                                                                       |
| 242  | 3月7日   | 特首選舉；日本公主                                                                                               |
| 243  | 3月8日   | 北京兩會之霧霾；三八婦女節；林二汶                                                                               |
| 244  | 3月9日   | 新聞重點：一地兩檢；今日看點                                                                                     |
| 245  | 3月10日  | 有線電視；政協常委會會議；＜潮傾天下＞鎅票                                                                       |
| 246  | 3月13日  | 行政長官選舉 |
| 247  | 3月14日  | 梁振英任政協副主席；電子競技                                                                                     |
| 248  | 3月15日  | 特首選舉論壇；北京人大閉幕                                                                                       |
| 249  | 3月16日  | 李克強記者會；＜羅啟。新棟篤笑＞南韓、擺酒                                                                       |
| 250  | 3月17日  | 的士罷駛；＜潮傾天下＞君子之爭                                                                                   |
| 251  | 3月20日  | 行政長官選舉選情更新、＜講式早餐＞前警司兼藝人陳欣健                                                             |
| 252  | 3月21日  | 垃圾徵費安排、行政長官選舉選情更新                                                                               |
| 253  | 3月22日  | 行政長官選舉選情更新、特首「臉部表情管理」之「微表情」                                                           |
| 254  | 3月23日  | 行政長官選舉選情更新、＜羅啟。新棟篤笑＞美女與怪獸、垃圾徵費                                                     |
| 255  | 3月24日  | 行政長官選舉選情更新、＜潮傾天下＞政治宣傳                                                                       |
| 256  | 3月27日  | 新一屆行政長官選舉的「第一次」                                                                                   |
| 257  | 3月28日  | 佔領行動預約拘捕、新特首落區                                                                                     |
| 258  | 3月29日  | 「新任/現任特首TSA/BCA」、「To Run」                                                                             |
| 259  | 3月30日  | 林鄭月娥拜訪日、＜羅啟。新棟篤笑＞巴西肉、釣魚區                                                                 |
| 260  | 3月31日  | 林鄭月娥新班子、＜潮傾天下：777之謎＞                                                                            |
| 261  | 4月3日   | 長生津；＜講式早餐＞香港首席桌球手傅家俊                                                                         |
| 262  | 4月4日   | 香港申訴專員公署                                                                                                 |
| 263  | 4月5日   | 內地民眾到趙紫陽故居拜祭；統計處失電腦                                                                           |
| 264  | 4月6日   | 我憤怒了；TSA |
| 265  | 4月7日   | 習特會；回歸費用                                                                                                 |
| 266  | 4月10日  | 林鄭上京+金像獎；＜講式早餐＞深水埗明哥                                                                          |
| 267  | 4月11日  | 港鐵故障；田北辰退黨                                                                                             |
| 268  | 4月12日  | 林鄭月娥任命、眾籌                                                                                               |
| 269  | 4月13日  | 鉛水；場地單車世界錦標賽；＜羅啟。新棟篤笑＞                                                                     |
| 270  | 4月14日  | 借書龍虎榜、視察東江水 、＜潮傾天下＞法國地鐵                                                                    |
| 271  | 4月17日  | 香港運動員、誰之過？                                                                                             |
| 272  | 4月18日  | 東江水、馬匹失蹄的結果                                                                                           |
| 273  | 4月19日  | 大和解惹爭議、90年代的唱片與天王                                                                                 |
| 274  | 4月20日  | 香港千萬富翁、＜羅啟。新棟篤笑＞復活節                                                                           |
| 275  | 4月21日  | 教育局局長的里數                                                                                                 |
| 276  | 4月24日  | 法國總統選舉、講式早餐：海洋公園海豚ANGEL                                                                        |
| 277  | 4月25日  | 公民廣場；共享單車                                                                                               |
| 278  | 4月26日  | 手語直播節目：兩電新管制計劃協議；浸温泉                                                                         |
| 279  | 4月27日  | 手語直播節目：社區參與計劃；藥房；＜羅啟。新棟篤笑＞                                                             |
| 280  | 4月28日  | 手語直播節目：選舉開支；捐血                                                                                     |
| 281  | 5月1日   | 手語直播節目：五一與最低工資；五一沙灘紮營                                                                       |
| 282  | 5月2日   | 手語直播節目：科學歸科學？可否跑草地？                                                                           |
| 283  | 5月3日   | 手語直播節目：迪士尼樂園                                                                                         |
| 284  | 5月4日   | 手語直播節目：梁振英往深圳、泛民建制飯局                                                                         |
| 285  | 5月5日   | 手語直播節目：香港油公司有競爭？潮傾天下：超級肉類                                                               |
| 286  | 5月8日   | 手語直播節目：法國總統選舉、捐血血庫存量                                                                         |
| 287  | 5月9日   | 手語直播節目：張德江訪澳門、Hidden Agenda                                                                        |
| 288  | 5月10日  | 手語直播節目：南韓總統選舉                                                                                       |
| 289  | 5月11日  | 手語直播節目：空氣質素健康指數、＜講式早餐＞藝人翁靜晶                                                           |
| 290  | 5月12日  | 手語直播節目：疑犯自殺、港珠澳大橋                                                                               |
| 291  | 5月15日  | 手語直播節目：港珠澳大橋系列之一：意外成因                                                                       |
| 292  | 5月16日  | 手語直播節目：梁振英被指干預立法會調查UGL事件；港珠澳大橋系列之二：工程趕工                                      |
| 293  | 5月17日  | 手語直播節目：跟進UGL「文件門」事件；港珠澳大橋系列之三：南亞裔工人                                              |
| 294  | 5月18日  | 手語直播節目：郊野公園；港珠澳大橋系列之四：安全措施                                                             |
| 295  | 5月19日  | 手語直播節目：公務員加薪；港珠澳大橋系列之五：藍卡綠卡                                                           |
| 296  | 5月22日  | 手語直播節目：梁振英UGL事件延續；珠峰登頂                                                                        |
| 297  | 5月23日  | 手語直播節目：國泰裁員；海獅                                                                                     |
| 298  | 5月24日  | 手語直播節目：UGL事件延續，英國恐襲                                                                              |
| 299  | 5月25日  | 手語直播節目：港珠澳大橋石屎問題；＜講式早餐＞挪威女人甘茜蓮                                                     |
| 300  | 5月26日  | 手語直播節目：港珠澳大橋混凝土測試涉嫌造假事件；公務員加薪+周浩鼎獲再度委任為平機會委員                          |
| 301  | 5月29日  | 手語直播節目：曾燕紅登上珠峰；六四遊行                                                                           |
| 302  | 5月30日  | 手語直播節目：有線股東會；港珠澳大橋                                                                             |
| 303  | 5月31日  | 手語直播節目：美食車；英國恐襲                                                                                   |
| 304  | 6月1日   | 手語直播節目：中區警署倒塌調查報告；立法會「調查特首梁振英UGL事件」專責委員會會議                                |
| 305  | 6月2日   | 手語直播節目：立法會基本法                                                                                       |
| 306  | 6月5日   | 手語直播節目：六四廿八、「滯後效應」？                                                                           |
| 307  | 6月6日   | 手語直播節目：港珠澳大橋測試報告涉嫌造假事件                                                                     |
| 308  | 6月7日   | 手語直播節目：委托終審法院首席法官調查                                                                           |
| 309  | 6月8日   | 手語直播節目：汽車共乘商業模式、講式早餐：成功登珠穆朗瑪峰的曾燕紅、吳俊霆                                       |
| 310  | 6月9日   | 手語直播節目：英國大選選情更新                                                                                   |
| 311  | 6月12日  | 手語直播節目：我和CY有個約會、看見台灣齊柏林                                                                     |
| 312  | 6月13日  | 手語直播節目：颱風消息更新                                                                                       |
| 313  | 6月14日  | 手語直播節目：選舉事務處失資料、行山小食亭                                                                       |
| 314  | 6月15日  | 手語直播節目：北韓釋放美國公民、BCA週                                                                            |
| 315  | 6月16日  | 手語直播節目：啓德體育園爭議、COMFORT FOOD午餐肉                                                                 |
| 316  | 6月19日  | 手語直播節目：梁振英回顧5年任期；加價                                                                            |
| 317  | 6月20日  | 手語直播節目：紙皮婆婆獲撤控；周南談港獨                                                                         |
| 318  | 6月21日  | 手語直播節目：國民身份認同；小朋友打機                                                                           |
| 319  | 6月22日  | 手語直播節目：林鄭新班子；＜講式早餐＞驗樓師詹濟南                                                               |
| 320  | 6月23日  | 手語直播節目：新一屆行政會議；中聯辦副主任譚鐵牛走入街市                                                         |
| 321  | 6月26日  | 手語直播節目：中國乒變 ；97回歸大事紀(6月26日)                                                                   |
| 322  | 6月27日  | 手語直播節目：劉曉波 ；回歸20周年之英國人看回歸                                                                  |
| 323  | 6月28日  | 手語直播節目：習近平訪港保安安排；回歸20周年大事紀(6月28日)告別立法局                                            |
| 324  | 6月29日  | 手語直播節目：習近平訪港示威區安排；回歸20週年大事紀(6月29日)之查理斯王子授勳                                    |
| 325  | 6月30日  | 手語直播節目：習近平訪港；回歸20周年大事紀(6月30日)香港主權回歸                                                  |
| 326  | 7月3日   | 手語直播節目：新特首新作風                                                                                       |
| 327  | 7月4日   | 手語直播節目：林鄭月娥新風、特朗普 VS CNN                                                                        |
| 328  | 7月5日   | 手語直播節目：行政會議成員歲數、新疆七五事件八週年                                                               |
| 329  | 7月6日   | 手語直播節目：南北韓局勢與「雙宋」婚事、講式早餐＜武俠小說家喬靖夫＞                                             |
| 330  | 7月7日   | 手語直播節目：劉曉波、過馬路咪衝燈、潮傾天下＜林兆波博士跳拉丁舞?＞                                              |
| 331  | 7月10日  | 手語直播節目：劉曉波；打擊違泊                                                                                   |
| 332  | 7月11日  | 手語直播節目：紅磡工業意外；劉曉波                                                                               |
| 333  | 7月12日  | 手語直播節目：中學文憑試DSE放榜；劉曉波最新情況                                                                  |
| 334  | 7月13日  | 手語直播節目：劉曉波病情；DSE放榜                                                                                |
| 336  | 7月17日  | 手語直播節目：DQ風波；劉曉波火化及海葬                                                                           |
| 337  | 7月18日  | 手語直播節目：DQ事件發展；夏季流感高峰期急症室應對                                                               |
| 338  | 7月19日  | 手語直播節目：財務委員會暑期休會前最後一次會議；書展開幕                                                         |
| 339  | 7月20日  | 手語直播節目：立法會財委會昨日舉行暑假休會前最後一次會議；講式早餐：義勇軍女兵甄淑賢                             |
| 340  | 7月21日  | 手語直播節目：一地兩檢方案；新一屆政府副局長和政治助理                                                           |
| 341  | 7月24日  | 手語直播節目：鄉議局前主席劉皇發「發叔」逝世；熱帶風暴「洛克」來去匆匆                                           |
| 342  | 7月25日  | 手語直播節目：一地兩檢方案；「停車拍卡」式繳隧道費                                                               |
| 343  | 7月26日  | 手語直播節目：廣深港高速鐵路香港段                                                                               |
| 344  | 7月27日  | 手語直播節目：拒收訊息登記冊                                                                                     |
| 345  | 7月28日  | 手語直播節目：被取消資格議員的動向和後續影響；電玩動漫節今日開始一連五日舉行；潮傾天下＜機械人＞                 |
| 346  | 7月31日  | 手語直播節目：一地兩檢經濟效益；解放軍建軍90周年習近平閱兵                                                       |
| 347  | 8月1日   | 手語直播節目：傳媒引述消息報導，政府最快今日公布首輪副局長及政助名單；網上平台出租住宿存在不少問題               |
| 348  | 8月2日   | 手語直播節目：香港特別行政區成立紀念日20周年                                                                     |
| 349  | 8月3日   | 手語直播節目：港鐵安排立法會議員到高鐵西九龍總站考察但非建制派議員集體杯葛；講式早餐嘉賓陳美齡                   |
| 350  | 8月4日   | 手語直播節目：行政長官林鄭月娥外訪新加坡；本港首次舉辦電競音樂節                                                 |
| 351  | 8月7日   | 手語直播節目：林鄭月娥訪京到故宮與實習的香港學生會面；是日為二十四節氣中的「立秋」，今晚會出現月偏食             |
| 352  | 8月8日   | 手語直播節目：行政長官林鄭月娥外訪新加坡；本港首次舉辦電競音樂節                                                 |
| 353  | 8月9日   | 手語直播節目：珠江水域船隻碰撞漏出棕櫚硬脂油污；大學聯招放榜。                                                   |
| 354  | 8月10日  | 手語直播節目：四川九寨溝七級大地震多人受災；興德學校被投訴製造影子學生                                           |
| 355  | 8月11日  | 手語直播節目：一地兩檢方案都事在必行，建制同泛民之間民意爭奪戰；本港短期內錄得兩宗登革熱個案                     |
| 356  | 8月14日  | 手語直播節目：葵涌工廈致命火警；警方調查林子健聲稱被擄走事件                                                     |
| 357  | 8月15日  | 手語直播節目：林子健涉誤導警方被捕；興德學校將召開校董會會議                                                     |
| 358  | 8月16日  | 手語直播節目：林子健涉嫌誤導警務人員仍被扣查；反東北發展十三人改判監8至13個月                                    |
| 359  | 8月17日  | 手語直播節目：團體集會聲援反新界東北發展被判監十三人；三名中學生發明手語翻譯手套                                 |
| 360  | 8月18日  | 手語直播節目：巴塞羅那恐襲；雙學三子改囚六至八個月；興德學校校董會會議決定校長陳章萍去留                         |
| 361  | 8月21日  | 手語直播節目：反對改判囚遊行；陳健波擬修改財委會議事規則                                                         |
| 362  | 8月22日  | 手語直播節目：林鄭月娥回應社運人士覆核刑期；青嶼幹線大塞車                                                       |
| 363  | 8月23日  | 手語直播節目：天鴿襲港；內地維權律師江天勇                                                                       |
| 364  | 8月24日  | 手語直播節目：回歸以來天文台第三次發出十號颶風信號；胡穗珊辭去工黨主席及退出工黨                                 |
| 365  | 8月25日  | 手語直播節目：澳門受颶風天鴿蹂躪；終審法院開庭處理梁頌恆游蕙禎上訴                                               |
| 366  | 8月28日  | 手語直播節目：颱風「帕卡」襲港；鄧桂思逝世                                                                       |
| 367  | 8月29日  | 手語直播節目：影子學生；立法會補選安排                                                                           |
| 368  | 8月30日  | 手語直播節目：國歌法；興德學校                                                                                   |
| 369  | 8月31日  | 手語直播節目：土地專責小組；＜講式早餐＞電影導演郭子健                                                           |
| 370  | 9月1日   | 手語直播節目：興德學校開學現場報導                                                                               |
| 371  | 9月4日   | 手語直播節目：中環摩天輪不再？；學習做一個「不夠體面的人」                                                       |
| 372  | 9月5日   | 手語直播節目︰摩天輪的風波；開學禮                                                                               |
| 373  | 9月6日   | 手語直播節目︰收據誘發癌症？；簽證何時有！                                                                       |
| 374  | 9月7日   | 手語直播節目︰港人首置上車盤；港獨標語再現校園                                                                   |
| 375  | 9月8日   | 手語直播節目︰如何解決房屋問題；回收業界促請內地盡快審批進口批文                                                 |
| 376  | 9月11日  | 手語直播節目︰副局長、政治助理利益產申報；大學校園風波未了                                                       |
| 377  | 9月12日  | 手語直播節目︰立法會何時補選？；政治歸政治，教育歸教育                                                           |
| 378  | 9月13日  | 手語直播節目︰申訴專員公署批評康文署採購書本指標含糊，亦需要檢討採購數目是否要調整；立法會補選安排及追討梁游薪津 |
| 379  | 9月14日  | 手語直播節目︰政府土地短期租約；<講式早餐>公園座椅設計師                                                         |
| 380  | 9月15日  | 手語直播節目︰按揭計劃利息差距大；立法會選舉                                                                     |
| 381  | 9月18日  | 手語直播節目︰「反港獨、反冷血、反偽學」集會；廢紙圍城                                                           |
| 382  | 9月19日  | 手語直播節目︰甚麼是歹毒，道德底線如何定；搞笑諾貝爾獎頒獎禮                                                     |
| 383  | 9月20日  | 手語直播節目︰社會房屋共享計劃；西九管理局董事局主席                                                             |
| 384  | 9月21日  | 手語直播節目︰行政長官林鄭月娥怎樣解決房屋問題；港鐵惹眾怒                                                       |
| 385  | 9月22日  | 手語直播節目︰多宗涉及年輕人的社會案件；中聯辦主任張曉明是否即將回京升官?潮傾天下<曼德拉效應>                    |
| 386  | 9月25日  | 手語直播節目︰何君堯執業律師資格被質疑；德國聯邦議會選舉                                                         |
| 387  | 9月26日  | 手語直播節目︰巴士意外頻生；特朗普惹火言論                                                                       |
| 388  | 9月27日  | 手語直播節目︰輸入外勞；中港婚姻                                                                                 |
| 389  | 9月28日  | 手語直播節目︰佔領運動三週年；<講式早餐>辦北韓深度旅遊年輕人                                                     |
| 390  | 9月29日  | 手語直播節目︰香港的司法獨立；電動車                                                                             |
| 391  | 10月2日  | 手語直播節目︰香港快運突取消航班；西班牙加泰羅尼亞自治區獨立公投                                                 |
| 392  | 10月3日  | 手語直播節目︰美國拉斯維加斯嚴重槍擊事件；諾貝爾醫學獎                                                           |
| 393  | 10月4日  | 手語直播節目︰行政長官林鄭月娥的形象工程；巴基之星                                                               |
| 394  | 10月5日  | 手語直播節目︰在香港讀科學無前途? <講式早餐>立法會主席梁君彥                                                     |
| 395  | 10月6日  | 手語直播節目︰工時長與過勞死；英國首相文翠姗被逼宮                                                               |
| 396  | 10月9日  | 手語直播節目︰照顧長者壓力大? 亞太區男女平等情況                                                                 |
| 397  | 10月10日 | 手語直播節目︰修改立法會《財務委員會會議程序》；年紀越輕，越想移民?                                              |
| 398  | 10月11日 | 手語直播節目︰林鄭月娥百日施政；十八屆七中全會                                                                   |
| 399  | 10月12日 | 手語直播節目︰林鄭月娥首份施政報告                                                                               |
| 400  | 10月13日 | 手語直播節目︰青年自殺問題；人人心中有把尺? 潮傾天下<解剖外星人>                                                 |
| 401  | 10月16日 | 手語直播節目︰香港年輕人靈魂怎遊走；內地敏感詞                                                                   |
| 402  | 10月17日 | 手語直播節目︰當陪審員還要上班？；中國，強國崛起                                                                 |
| 403  | 10月18日 | 手語直播節目︰立法會財委會「主席指引」；十九大                                                                   |
| 404  | 10月19日 | 手語直播節目︰全國上下一齊看十九大直播；<講式早餐>朱維德                                                         |
| 405  | 10月20日 | 手語直播節目︰立法會流會；西班牙加泰羅尼亞獨立爭議；十九大小百科：七位新常委                                     |
| 406  | 10月23日 | 手語直播節目︰官員離職後的申報制度；捐舊衫舊鞋到非洲；十九大小百科：高官落馬                                     |
| 407  | 10月24日 | 手語直播節目︰議事規則委員會；行人專用區的表演；十九大小百科：中央委員、中央候補委員和中紀委委員的選舉           |
| 408  | 10月25日 | 手語直播節目︰官校擬取消兩節課直播基本法委員會主任李飛演講；C朗奪FIFA最佳球員                                    |
| 409  | 10月26日 | 手語直播節目︰廣深港高鐵一地兩檢方案；曬果皮的季節                                                               |
| 410  | 10月27日 | 手語直播節目︰垃圾徵費；設計師的創意；潮傾天下<兩宋結婚>                                                         |
| 411  | 10月30日 | 手語直播節目︰標準學時；兩代之間孝心與愛心                                                                       |
| 412  | 10月31日 | 手語直播節目︰銀行同業拆息HIBOR；萬聖節小朋友造型                                                                |
| 413  | 11月1日  | 手語直播節目︰初中修訂中史課程；宮崎駿又復出                                                                     |
| 414  | 11月2日  | 手語直播節目︰灣仔藍屋；<講式早餐>里數達人--小斯                                                                 |
| 415  | 11月3日  | 手語直播節目︰討論「一地兩檢」無約束力議案；女性權益                                                             |
| 416  | 11月6日  | 手語直播節目︰兒童貧窮；貓捕雀                                                                                   |
| 417  | 11月7日  | 手語直播節目︰國家與香港；血汗工廠                                                                               |
| 418  | 11月8日  | 手語直播節目︰十大校長聲明；特朗普首次訪問中國                                                                   |
| 419  | 11月9日  | 手語直播節目︰致謝議案；特朗普訪京                                                                               |
| 420  | 11月10日 | 手語直播節目︰習特會；光棍節                                                                                     |
| 421  | 11月13日 | 手語直播節目︰黃之鋒的監獄生涯；英國皇室的白金婚                                                                 |
| 422  | 11月14日 | 手語直播節目︰選舉安排檢討；菲傭                                                                                 |
| 423  | 11月15日 | 手語直播節目︰中聯辦主任宴請建制派議員；內地維權律師王宇兒子護照被剪                                             |
| 424  | 11月16日 | 手語直播節目︰中國的影響力；<講式早餐>阮大勇--香港手繪電影海報教父                                               |
| 425  | 11月17日 | 手語直播節目︰李飛的講話；無手機焦慮症                                                                           |
| 426  | 11月20日 | 手語直播節目︰學童抑鬱；北京大興區火警                                                                           |
| 427  | 11月21日 | 手語直播節目︰置業夢；北韓綁架日本人                                                                             |
| 428  | 11月22日 | 手語直播節目︰東江水加價；教宗的呼籲                                                                             |
| 429  | 11月23日 | 手語直播節目︰肉類技術員；穆加貝                                                                                 |
| 430  | 11月24日 | 手語直播節目︰電子支付；自拍；潮傾天下<火宅僧>                                                                   |
| 431  | 11月27日 | 手語直播節目︰上網學習支援計劃；印度電影                                                                         |
| 432  | 11月28日 | 手語直播節目︰人均居住面積；低端人口                                                                             |
| 433  | 11月29日 | 手語直播節目︰林鄭月娥民望、法制日報談低端人口                                                                   |
| 434  | 11月30日 | 手語直播節目︰領展賣屋村商場；<講式早餐>-楊文蔚                                                                  |
| 435  | 12月1日  | 手語直播節目︰性侵犯；有趣翻譯                                                                                   |
| 436  | 12月4日  | 手語直播節目︰海洋污染；內地的「神翻譯」                                                                         |
| 437  | 12月5日  | 手語直播節目︰污染的海產；港區人大                                                                               |
| 438  | 12月6日  | 手語直播節目︰林鄭月娥「邀功?」、「大嘥鬼抽水」                                                                  |
| 439  | 12月7日  | 手語直播節目︰學生閱讀能力；迪士尼男公主                                                                         |
| 440  | 12月8日  | 手語直播節目︰性侵犯；東京奧運；潮傾天下<電流戰爭>                                                               |
| 441  | 12月11日 | 手語直播節目︰保育歷史建築；諾貝爾和平獎                                                                         |
| 442  | 12月12日 | 手語直播節目︰修改《議事規則》；清除「低端人口」                                                                 |
| 443  | 12月13日 | 手語直播節目︰特首述職的「燙手山芋」？、2018請假攻略                                                             |
| 444  | 12月14日 | 手語直播節目︰修改議事規則攻防戰；<講式早餐>岑智明--天文台台長                                                   |
| 445  | 12月15日 | 手語直播節目︰通報機制新安排；榮譽文學博士劉德華                                                                 |
| 446  | 12月18日 | 手語直播節目︰議事規則修改後；溫室效應影響氣候                                                                   |
| 447  | 12月19日 | 手語直播節目︰第二百五十二集                                                                                     |
| 448  | 12月20日 | 手語直播節目︰朱經緯案、三紙兩膠                                                                                 |
| 449  | 12月21日 | 手語直播節目︰23條立法；新聞業近況                                                                               |
| 450  | 12月22日 | 手語直播節目︰律政司司長袁國強的去留；餵哺母乳設施；潮傾天下                                                     |
| 451  | 12月25日 | 手語直播節目︰早辰早晨聖誕特輯                                                                                   |
| 452  | 12月26日 | 手語直播節目︰公院迫爆；劉霞近況；微塑膠污染                                                                     |
| 453  | 12月27日 | 手語直播節目︰金判坤提早離任；維權人士吳淦被重判                                                                 |
| 454  | 12月28日 | 手語直播節目︰人大常委會通過一地兩檢安排；<講式早餐>黃錦星--環境局局長                                           |
| 455  | 12月29日 | 手語直播節目︰基層勞工苦況；最常見密碼                                                                           |

### 2018年
| 集數 | 播映日期 | 主題                                                                                              |
| 456  | 1月1日   | 特首林鄭月娥的精英論；<講式早餐>金培達--音樂創作人                                                |
| 457  | 1月2日   | 手語直播節目︰元旦遊行；太空旅遊                                                                  |
| 458  | 1月3日   | 手語直播節目︰屋邨清潔工；新空管又出事？                                                          |
| 459  | 1月4日   | 手語直播節目︰快樂指數；尋找華仔                                                                  |
| 460  | 1月5日   | 手語直播節目︰黑客入侵；即食麵的銷量                                                              |
| 461  | 1月8日   | 手語直播節目︰警隊對朱經緯案回應；厭世書法特展                                                    |
| 462  | 1月9日   | 手語直播節目︰律政司司長；金球獎                                                                  |
| 463  | 1月10日  | 手語直播節目︰鄭若驊；兩韓會談                                                                    |
| 464  | 1月11日  | 手語直播節目︰大宅僭建的醜聞；氣候反常                                                            |
| 465  | 1月12日  | 手語直播節目︰包容或包庇；冬季流感                                                                |
| 466  | 1月15日  | 手語直播節目︰中環與西環；<講式早餐>BENSON--平等分享行動發起人                                    |
| 467  | 1月16日  | 手語直播節目︰泛民初選；傑斯                                                                      |
| 468  | 1月17日  | 手語直播節目︰香港自由度評分下跌；空氣污染                                                        |
| 469  | 1月18日  | 手語直播節目︰佔旺藐視法庭案判刑；社交網站直播                                                    |
| 470  | 1月19日  | 手語直播節目︰大律師公會改選結果；孤獨事務大臣                                                    |
| 471  | 1月22日  | 手語直播節目︰鄭若驊上任後第一個專訪；馬拉松與蕉皮                                                |
| 472  | 1月23日  | 手語直播節目︰新一屆政協名單；亞洲兩位焦點人物：玄松月與蔣萬安                                    |
| 473  | 1月24日  | 手語直播節目︰港人對政府信任值下跌；警權與私隱                                                    |
| 474  | 1月25日  | 手語直播節目︰浸大普通話教育風波；亞馬遜第一間無人商店                                            |
| 475  | 1月26日  | 手語直播節目︰DQ成常態？；中梵博弈                                                                |
| 476  | 1月29日  | 手語直播節目︰周庭被DQ；〈講式早餐〉香港輪椅劍擊運動員余翠怡                                      |
| 477  | 1月30日  | 手語直播節目︰立法會補選拆局 (九龍西/香港島)                                                      |
| 478  | 1月31日  | 手語直播節目︰DQ風波                                                                              |
| 479  | 2月1日   | 手語直播節目︰特首與DQ；住的尊嚴                                                                  |
| 480  | 2月2日   | 手語直播節目︰立法會補選簡介會；旅行青蛙                                                          |
| 481  | 2月5日   | 手語直播節目︰冬季流感高峰；新疆人權狀況                                                          |
| 482  | 2月6日   | 手語直播節目︰嚴冬下的兔唇女；新手提電話號碼                                                      |
| 483  | 2月7日   | 手語直播節目︰雙學三子上訴得直；韓劇與社會實況                                                    |
| 484  | 2月8日   | 手語直播節目︰流感停課；卡通譯名                                                                  |
| 485  | 2月9日   | 手語直播節目︰流感疫苗的謠言；中國式監控                                                          |
| 486  | 2月12日  | 手語直播節目︰大埔車禍；〈講式早餐〉：「走塑早餐」                                                |
| 487  | 2月13日  | 手語直播節目︰政府向車禍死者致哀；獨一無二的情人節禮物                                            |
| 488  | 2月14日  | 手語直播節目︰王桂壎與鄭若驊；2018年金鼻子剽竊獎                                                  |
| 489  | 2月15日  | 手語直播節目︰新居屋置業夢；南北韓運動外交                                                        |
| 490  | 2月16日  | 手語直播節目︰新年特輯：《新春對對碰》侯志強vs朱凱迪、陳美齡vs辣媽CEO；《狗狗物語》《環保過新年》 |
| 491  | 2月19日  | 手語直播節目︰前特首梁振英UGL案；〈講式早餐〉藝術家程展緯                                         |
| 492  | 2月20日  | 手語直播節目︰立法會補選拆局(新界東)；「等你吧」                                                  |
| 493  | 2月21日  | 手語直播節目︰王桂壎與鄭若驊；傳統廣播業拆牆鬆綁？；農曆新年恭賀爭議                              |
| 494  | 2月22日  | 手語直播節目︰九巴調整薪酬；港交所的「貝字牆」                                                    |
| 495  | 2月23日  | 手語直播節目︰財政預算案前瞻；利是錢誰屬？                                                        |
| 496  | 2月26日  | 手語直播節目︰中共中央提出修改憲法；馬來西亞版「何不食肉糜？」                                    |
| 497  | 2月27日  | 手語直播節目︰九巴勞資糾紛；日本「黑子的士」                                                      |
| 498  | 2月28日  | 手語直播節目︰何謂恐怖分子？；國產旅行熊貓                                                        |
| 499  | 3月1日   | 手語直播節目︰巨額財政盈餘下的預算案                                                              |
| 500  | 3月2日   | 手語直播節目︰特殊需要人士受屈；罕見病患者喜訊                                                    |
| 501  | 3月5日   | 手語直播節目︰政協建議特區政府去掉殖民符號；〈講式早餐〉：本土研究社創辦人陳劍青                  |
| 502  | 3月6日   | 手語直播節目︰總理工作報告；高比拜仁獲奧斯卡獎項                                                  |
| 503  | 3月7日   | 手語直播節目︰九巴風波 ; 內地網絡直播主播                                                         |
| 504  | 3月8日   | 手語直播節目︰國際婦女節；政協訪談                                                                |
| 505  | 3月9日   | 手語直播節目︰國歌法；北極海冰減少                                                                |
| 506  | 3月5日   | 手語直播節目︰政協建議特區政府去掉殖民符號；〈講式早餐〉：本土研究社創辦人陳劍青                  |
| 507  | 3月6日   | 手語直播節目︰總理工作報告；高比拜仁獲奧斯卡獎項                                                  |
| 508  | 3月7日   | 手語直播節目︰九巴風波 ; 內地網絡直播主播                                                         |
| 509  | 3月8日   | 手語直播節目︰國際婦女節；政協訪談                                                                |
| 510  | 3月9日   | 手語直播節目︰國歌法；北極海冰減少                                                                |
| 511  | 3月12日  | 手語直播節目︰早辰早晨2018立法會補選特輯                                                          |
| 512  | 3月13日  | 手語直播節目︰補選民主派九龍西敗陣；內地高等教育法                                                |
| 513  | 3月14日  | 手語直播節目︰補選餘波；白色情人節                                                                |
| 514  | 3月15日  | 手語直播節目︰政府官員的民望；霍金                                                                |
| 515  | 3月16日  | 手語直播節目︰的士慢駛行動；快樂指數                                                              |
| 516  | 3月19日  | 手語直播節目︰憲法宣誓；〈講式早餐〉：香港女子桌球手吳安儀                                        |
| 517  | 3月20日  | 手語直播節目︰言論自由的空間；人工智能                                                            |
| 518  | 3月21日  | 手語直播節目︰修改私人遊樂場地契約；機艙內染病率                                                  |
| 519  | 3月22日  | 手語直播節目︰補漏拾遺；社會信用評分系統                                                          |
| 520  | 3月23日  | 手語直播節目︰行政長官林鄭月娥希望財委會加快審批撥款；國際發呆比賽                                |
| 521  | 3月26日  | 手語直播節目︰北大三君子與蒂勒森；Cynthia Nixon宣布參選紐約州長                                   |
| 522  | 3月27日  | 手語直播節目︰林鄭月娥當選一周年；撲飛難                                                          |
| 523  | 3月28日  | 手語直播節目︰行政長官林鄭月娥當選一年；DSE考試                                                   |
| 524  | 3月29日  | 手語直播節目︰強積金供款；植入式廣告                                                              |
| 525  | 3月30日  | 手語直播節目︰居屋商品化；巴士行錯路的結果；(潮傾天下)：復辟與封禪                                |
| 526  | 4月2日   | 手語直播節目︰香港運動員；<講式早餐>：消防攀山拯救專隊                                            |
| 527  | 4月3日   | 手語直播節目︰港大法律學系副教授戴耀廷                                                            |
| 528  | 4月4日   | 手語直播節目︰內地水域的港珠澳大橋海底隧道東出入口                                                |
| 529  | 4月5日   | 手語直播節目︰高鐵試行列車尾卡出軌？；動物福利                                                    |
| 530  | 4月6日   | 手語直播節目︰戴耀廷事件後續、facebook用戶資料外洩                                                |
| 531  | 4月9日   | 手語直播節目︰港珠澳大橋、朴槿惠與李明博                                                          |
| 532  | 4月10日  | 手語直播節目︰文憑試考試季節、眾籌調查UGL事件                                                     |
| 533  | 4月11日  | 手語直播節目︰直播強吻事件、新疆維吾爾自治區「淨網衛士」                                          |
| 534  | 4月12日  | 手語直播節目︰大馬投票群情洶湧、千里尋夫                                                          |
| 535  | 4月13日  | 手語直播節目︰菲律賓總統為人質事件道歉、政治人與社交媒體                                          |
| 536  | 4月16日  | 手語直播節目︰香港電影；世越號沉沒四周年；〈講式早餐〉：英華小學校長林浣心                        |
| 537  | 4月17日  | 手語直播節目︰UGL事件；世越號沉沒悼念活動；飛行里數安全漏洞                                       |
| 538  | 4月18日  | 手語直播節目︰中國的南方；聯繫匯率                                                                |
| 539  | 4月19日  | 手語直播節目︰教會的性侵事件；綁架崔銀姬                                                          |
| 540  | 4月20日  | 手語直播節目︰港人港地；對種族的認識                                                              |
| 541  | 4月23日  | 手語直播節目︰教育局局長楊潤雄的意見；英女王伊利沙伯二世的92歲大壽                                |
| 542  | 4月24日  | 手語直播節目︰中共領導的多黨合作制；北大外國語學院女學生岳昕                                      |
| 543  | 4月25日  | 手語直播節目︰行政長官林鄭月娥對日後有人叫「結束一黨專政」口號的回應；無紙巾日                    |
| 544  | 4月26日  | 手語直播節目︰許智峯搶手機事件；特朗普與馬克龍                                                    |
| 545  | 4月27日  | 手語直播節目︰立法會議員許智峯搶手提電話的事件；南北韓領袖歷史性會面；潮傾天下：佛系              |
| 546  | 4月30日  | 手語直播節目︰規劃署建築土地工程                                                                  |
| 547  | 5月1日   | 手語直播節目︰立法會議員參觀西九高鐵站；五一勞動節                                                |
| 548  | 5月2日   | 手語直播節目︰內地客轉攻香港各大沙灘及營地；內地電影票房                                          |
| 549  | 5月3日   | 手語直播節目︰第八十九集                                                                          |
| 550  | 5月4日   | 手語直播節目︰粵語是否母語？; 體育與政治                                                          |
| 551  | 5月7日   | 手語直播節目︰一地兩檢；中美貿易戰                                                                |
| 552  | 5月8日   | 手語直播節目︰立法會議員的言行；市區的貓頭鷹                                                      |
| 553  | 5月9日   | 手語直播節目︰取消強積金對沖方案；PEPPA PIG                                                       |
| 554  | 5月10日  | 手語直播節目︰土地大辯論的意義；老人的孤獨                                                        |
| 555  | 5月11日  | 手語直播節目︰地震十年；電子離婚；<潮傾天下：母親節之孝道>                                        |
| 556  | 5月14日  | 手語直播節目︰香港記者在內地採訪被毆；康城影展；《講式早餐》十八區動物保護專員麥志豪              |
| 557  | 5月15日  | 手語直播節目︰追數與譴責；哈里大婚                                                                |
| 558  | 5月16日  | 手語直播節目︰創科北水南調；美國駐以色列大使館開幕                                                |
| 559  | 5月17日  | 手語直播節目︰港府對香港記者在內地被毆回應；公共空間的藝術地標                                    |
| 560  | 5月18日  | 手語直播節目︰藝術行動呼籲北京釋放劉霞；欲擒故縱追求術                                            |
| 561  | 5月21日  | 手語直播節目︰斬樹風波；日本官員性騷擾記者                                                        |
| 562  | 5月22日  | 手語直播節目︰巴士司機工業行動；韓國韓進家族                                                      |
| 563  | 5月23日  | 手語直播節目︰《國歌法》；拯救劉霞                                                                |
| 564  | 5月24日  | 手語直播節目︰法院內拍攝；女職工的權利                                                            |
| 565  | 5月25日  | 手語直播節目︰巴士司機按章工作；里數計劃與刺激消費                                                |
| 566  | 5月28日  | 手語直播節目︰六四事件二十九週年遊行；《講式早餐》：三個90後少女                                  |
| 567  | 5月29日  | 手語直播節目︰廣深港高鐵試運行事故與回應；酷熱與大旱                                              |
| 568  | 5月30日  | 手語直播節目︰林鄭月娥的民望；教師討薪                                                            |
| 569  | 5月31日  | 手語直播節目︰拒絕移交疑犯事件；最熱的五月                                                        |
| 570  | 6月1日   | 手語直播節目︰道具鈔票；709大抓捕                                                                 |
| 571  | 6月4日   | 手語直播節目︰六四事件二十九週年；領航鯨之死                                                      |
| 572  | 6月5日   | 手語直播節目︰六四29周年集會；內地網禁                                                            |
| 573  | 6月6日   | 手語直播節目︰沙中綫事故真相？/「特金會」變數                                                     |
| 574  | 6月7日   | 手語直播節目︰港鐵沙中線問題的記者會；瀕危的綠海龜                                                |
| 575  | 6月8日   | 手語直播節目︰港鐵剪短鋼筋涉嫌造假事件；KATE SPADE去世；《潮傾天下》廣東話母語                    |
| 576  | 6月11日  | 手語直播節目︰美朝首腦會談；《講式早餐》十三歲CEO葉礽禧                                           |
| 577  | 6月12日  | 手語直播節目︰旺角暴動案判刑；美朝峰會                                                            |
| 578  | 6月13日  | 手語直播節目︰美朝世紀會面；港鐵沙中綫調查委員會                                                  |
| 579  | 6月14日  | 手語直播節目︰一地兩檢；女性的駕駛權                                                              |
| 580  | 6月15日  | 手語直播節目︰人事新任命；《早辰一件事》木棉花                                                    |
| 581  | 6月18日  | 手語直播節目︰結石寶寶；台灣香蕉；龍舟競賽                                                        |
| 582  | 6月19日  | 手語直播節目︰民陣七一遊行；美國總統特朗普與夫人梅拉尼婭                                          |
| 583  | 6月20日  | 手語直播節目︰港鐵內部管治文化；習金會                                                            |
| 584  | 6月21日  | 手語直播節目︰七一遊行的起點；《早辰一件事》元朗天價天橋                                          |
| 585  | 6月22日  | 手語直播節目︰對立法會主席梁君彥的不信任動議；世界盃中國的身影；《潮傾天下》足球術語              |
| 586  | 6月25日  | 手語直播節目︰康文署將跨性別書籍閉架；《講式早餐》居法港人、棟篤笑藝人Sony Chan陳茗倫             |
| 587  | 6月26日  | 手語直播節目︰立法會議員梁耀忠拒做委員會主席；澳門的格力犬                                        |
| 588  | 6月28日  | 手語直播節目︰第一百二十九集：居屋定價；前特首梁振英撰文反駁＜明報＞前總編輯劉進圖文章            |
| 589  | 6月29日  | 手語直播節目︰港鐵沙中線工程問題延續；世界盃德國隊慘敗出局                                        |

## 節目調動
- 2016年9月5日：由於直播2016立法會選舉點票結果，當日改為06:30-17:00播出。
- 2016年12月12日：由於直播2016選舉委員會界別分組選舉點票結果，當日改為07:30-09:30播出。
- 2018年3月12日：由於直播2018立法會補選點票結果，當日改為06:30-08:00播出。

## 外部連結
- 香港電台網站：早辰 。早晨 （页面存档备份，存于）
- 早辰 。早晨@YouTube （页面存档备份，存于）
- 早辰。早晨的Facebook專頁